# Soron
Soron è una suddivisione dell'India, classificata come municipal board, di 26.722 abitanti, situata nel distretto di Kanshiram Nagar, nello stato federato dell'Uttar Pradesh. In base al numero di abitanti la città rientra nella classe III (da 20.000 a 49.999 persone).

## Geografia fisica
La città è situata a 27° 52' 60 N e 78° 45' 0 E e ha un'altitudine di 178 m s.l.m..

## Società

### Evoluzione demografica
Al censimento del 2001 la popolazione di Soron assommava a 26.722 persone, delle quali 14.313 maschi e 12.409 femmine. I bambini di età inferiore o uguale ai sei anni assommavano a 4.512, dei quali 2.329 maschi e 2.183 femmine. Infine, coloro che erano in grado di saper almeno leggere e scrivere erano 13.216, dei quali 8.160 maschi e 5.056 femmine.